# Blackpool
Pour les articles homonymes, voir Blackpool (homonymie).
Blackpool (/blakpul/ ; en anglais : /ˈblækpuːl/) est une ville côtière du Lancashire dans la région du nord-ouest de l'Angleterre ayant le statut d'autorité unitaire. La ville est située au large de la plaine côtière de The Fylde et est bordée par la mer d’Irlande. En 2021, sa population est de 141 000 habitants.
La ville était à l’origine un petit village fermier, et a commencé à se développer au cours du XVIIIe siècle, quand le bain de mer est devenu populaire pour ses supposés bienfaits. La ville s’est appuyée sur cette activité pour construire ses premiers hôtels en 1781 et ouvrir la gare de Blackpool North en 1846 afin d’accueillir plus de touristes. En 1876, la ville a reçu sa charte d’incorporation et est devenue un borough municipal. En 1961, Blackpool atteint son pic démographique avec une population qui atteint 153 000 habitants.
À la fin du XXe siècle, l’essor des vols à bas coûts à destination de pays ensoleillés a eu des conséquences négatives considérables sur la fréquentation touristique de la ville, ce qui a entraîné son déclin économique progressif. Malgré les crises et la pauvreté grandissante, la ville reste orientée vers le tourisme, et est aujourd’hui une station balnéaire populaire, connue pour ses casinos et salles de jeux, où l’on vient de Manchester et de Liverpool pour y célébrer Noël, et ce malgré une certaine vétusté de ses équipements.

## Attractions
Station balnéaire populaire, elle attire de nombreux touristes du nord de l'Angleterre. Ses attractions comprennent la Tour de Blackpool (construite en 1893 et dont l'architecture a été inspirée par celle de la tour Eiffel), une plage et ses trois Piers, et le Pleasure Beach (un parc d'attractions). La ville compte également un cirque situé au pied de la Tour de Blackpool, un zoo (Zoo de Blackpool) et un aquarium (Sea Life Centres). Blackpool est connu (par les Britanniques) pour ses tramways historiques.

## Histoire

### Toponymie
Le nom de «Blackpool» vient de black, qui signifie noir en anglais, et du vieil anglais pōl, qui signifie «ruisseau». Il tire son origine du Spen Dyke, un ruisseau qui a apporté de l’eau de couleur noire, décolorée par les tourbes présentes. Le nom apparaît pour la première fois dans le registre de l’Église paroissiale de Bispham (en) en 1602, d’abord sous la forme «Black Poole», avant d’évoluer en Blackpool.

## Géographie

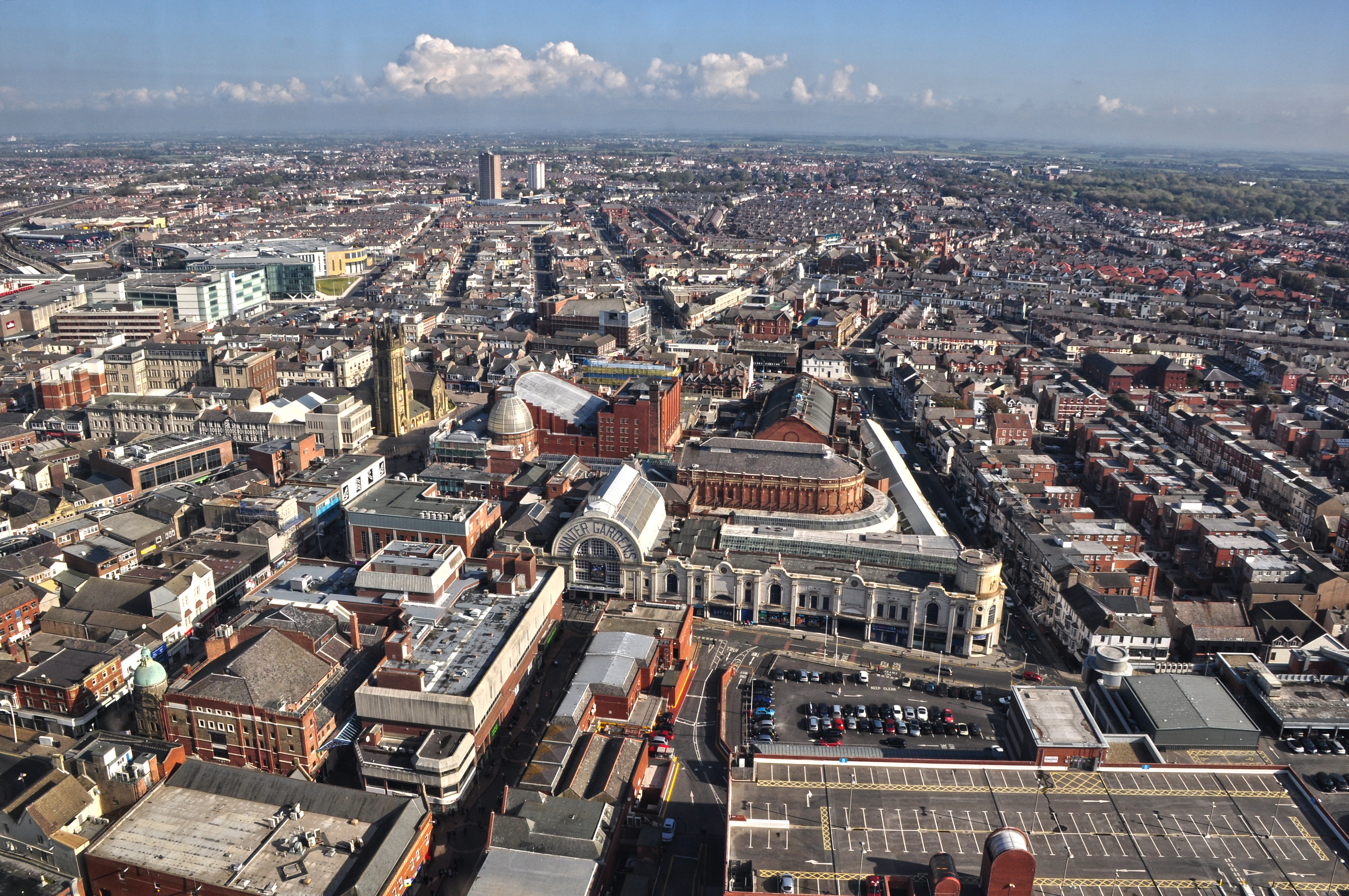
Vue de la ville depuis la Tour de Blackpool

### Localisation
Blackpool se situe à l’extrémité ouest de la plaine côtière de The Fylde, dans le comté du Lancashire, et au sein de la région du nord-ouest de l'Angleterre. À vol d’oiseau, elle se trouve à une distance de 46 kilomètres de Liverpool, à 65 kilomètres de Manchester, ainsi qu’à une distance de 324 kilomètres de la capitale Londres. Le front de mer, avec sa plage de sable qui s’étend sur une distance d’environ 11 kilomètres, est entrecoupé par trois piers, attractions majeures de la ville. Blackpool a un relief très plat, le point le plus élevé de la ville étant à une altitude de 34m, près du rocaille de Bispham.
|                       | Fleetwood (Royaume-Uni) | Thornton         |
| vers la mer d’Irlande | Blackpool               | Poulton-le-Fylde |
|                       | Lytham St Annes         | Kirkham          |

### Climat
Blackpool connaît un climat climat maritime tempéré, codé « Cfb » selon la classification de Köppen, comme la plupart des îles Britanniques, avec des étés relativement frais et des hivers doux, ainsi que des précipitations tous les mois de l’année.
| Mois                              | jan.  | fév.  | mars  | avril | mai   | juin  | jui.  | août  | sep.  | oct.   | nov.  | déc.  | année   |
| --------------------------------- | ----- | ----- | ----- | ----- | ----- | ----- | ----- | ----- | ----- | ------ | ----- | ----- | ------- |
| Température minimale moyenne (°C) | 2,3   | 2,2   | 3,4   | 5,1   | 7,9   | 10,9  | 12,9  | 13    | 10,6  | 8      | 5     | 2,5   | 7       |
| Température maximale moyenne (°C) | 7,3   | 7,7   | 9,7   | 12,6  | 15,7  | 18,1  | 19,8  | 19,5  | 17,6  | 14,1   | 10,4  | 7,9   | 13,4    |
| Record de froid (°C)              | −11,5 | −13,2 | −9,7  | −6,1  | −1,9  | −1    | 3,3   | 1,9   | −0,7  | −4,3   | −7    | −15,1 |         |
| Record de chaleur (°C)            | 14,3  | 18,4  | 19,4  | 24,4  | 28,6  | 31,3  | 37,2  | 32,2  | 30    | 26,2   | 16,8  | 15    |         |
| Ensoleillement (h)                | 55    | 80,4  | 119,3 | 175,5 | 217,9 | 210,1 | 210,1 | 182,6 | 141,8 | 97,9   | 60,7  | 49,3  | 1 591,6 |
| Précipitations (mm)               | 77,77 | 63,98 | 54,44 | 48,66 | 53,99 | 63,1  | 65,95 | 79,93 | 83,48 | 101,35 | 94,67 | 99,09 | 886,41  |

## Démographie
Avec une population de 141 000 habitants selon le recensement de 2021, soit une diminution de 0,7% en comparaison du recensement de 2011, Blackpool est la quatrième ville la plus peuplée de la région du nord-ouest de l'Angleterre, derrière Manchester, Liverpool et Warrington.
Selon le recensement de 2021, l’âge median des habitants de Blackpool est de 43 ans, et est plus important que l’âge median des habitants de la région du nord-ouest de l'Angleterre et de l’Angleterre, qui est de 40 ans.
Les personnes âgées de 0 à 19 ans représentent 21,6% de la population de la ville, celles âgées de 20 à 34 ans représentent 18,1% de la population, celles âgées de 35 à 64 ans représentent 39,5%, et enfin celles âgées de 65 ans et plus représentent 20,7%.
Lors du même recensement, sur la question du lieu de naissance, 87,3% des habitants ont répondu qu’ils étaient nés en Angleterre, 3,4% nés en Écosse, 1,6% nés en Pologne, 0,9% nés au Pays de Galles, et 0,7% nés en Roumanie.
Pour ce qui est de la religion, 50,8% de la population se déclare de confession chrétienne, 41% déclare qu’elle n’a pas de religion, 1,4% de la population se déclare musulmane, et les autres communautés religieuses représentent moins d’un 1% de la population.
Enfin, en ce qui concerne les groupes ethniques déclarés, 94,7% de la population se déclare blanche, 2,6% se déclare asiatique, 1,6% se déclare "mixte", et 0,5% se déclare noire.

## Économie

### Données
En décembre 2023, le taux d’emploi des 16-64 ans à Blackpool était de 69,7%, le taux de chômage était de 3,6% et le taux d’inactivité économique était de 28,4%, selon les données de l’Office for National Statistics.
En 2023, 24,2% des employés de Blackpool travaillaient dans le secteur de la santé et du suivi social, soit 10 points de plus que la moyenne nationale. La place du tourisme dans la ville étant importante, 12,9% des employés travaillaient dans l’hôtellerie et la restauration, contre seulement 8% en moyenne dans le pays. Enfin, 9,7% des employés travaillaient dans l’administration publique et la défense, soit près de deux fois plus que la moyenne nationale, ce qui peut s’expliquer par la présence d’un site de production de BAE Systems dans la banlieue de Preston.
Le revenu disponible brut des ménages s’élevait à 16 717 livres, soit 18% de moins que la moyenne nationale. La productivité horaire s’élevait à 29,7 livres, un peu plus de 6 livres en dessous de la moyenne nationale.

### Tourisme
La principale composante de l’économie de Blackpool est le tourisme et le secteur des casinos. La ville est célèbre grâce à son front de mer, ses illuminations et ses monuments comme la tour de Blackpool. En 2022, Blackpool accueillait 20,33 millions de visiteurs, principalement originaires d’Angleterre. Le secteur du tourisme à Blackpool représente alors 1,7 milliard de livres sterling.

### Industrie
Blackpool, ou plus précisément le quartier de Bispham, a hébergé de 1947 à 2012 le constructeur de voitures de sport TVR. Les journalistes britanniques font référence à la firme de Blackpool lorsqu'ils évoquent la marque.

## Politique

### Conseil de l’autorité unitaire

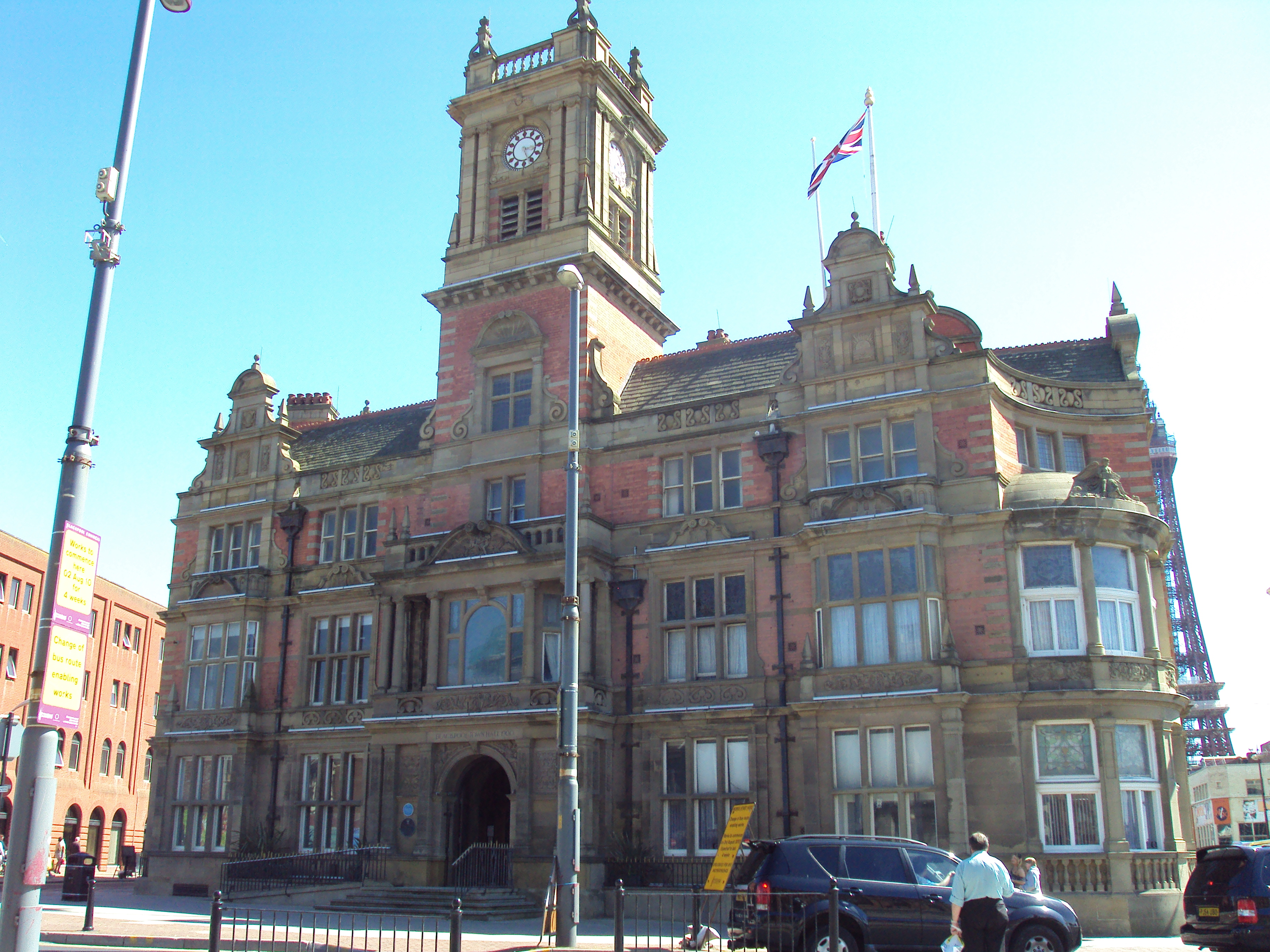
Façade du Blackpool Town Hall, lieu de réunion du conseil

La ville est administrée depuis 1998 par le conseil de l’autorité unitaire du borough de Blackpool, qui exerce à la fois les fonctions de district non métropolitain et de comté non métropolitain. Le conseil comporte 42 conseillers représentant les 21 wards ou quartiers de la ville. Les membres élus doivent élire un leader of the council ou président du conseil, qui possède les fonctions exécutives de l’autorité, ainsi qu’un maire, qui dans le cas de Blackpool, a un rôle purement cérémonial. 
Depuis le 23 juillet 2020, la présidente du conseil de l’autorité unitaire de Blackpool est Lynn Williams, conseillère du ward de Claremont. Le maire de Blackpool est Peter Hunter, conseiller du ward de Highfield. Il occupe cette fonction depuis le 15 mai 2024. Ils sont tous les deux affiliés au Labour.
À la suite des dernières élections locales, et d’une élection partielle, le conseil de Blackpool est composé de cette manière :
| Situation  | Parti | Parti     | Sièges  |
| ---------- | ----- | --------- | ------- |
| Majorité   |       | Labour    | 27 / 42 |
| Opposition |       | Tories    | 14 / 42 |
| Opposition |       | Reform UK | 1 / 42  |

### Liste des présidents du Conseil
| Période                                  | Période  | Identité        | Étiquette    | Qualité                                   |
| ---------------------------------------- | -------- | --------------- | ------------ | ----------------------------------------- |
| 1991                                     | 2000     | Ivan Taylor     | Labour       |                                           |
| 2000                                     | 2001     | George Bancroft | Labour       | Décédé durant l’exercice de ses fonctions |
| 2001                                     | 2007     | Roy Fischer     | Labour       |                                           |
| 2007                                     | 2011     | Peter Callow    | Conservateur |                                           |
| 2011                                     | 2020     | Simon Blackburn | Labour       |                                           |
| 2020                                     | En cours | Lynn Williams   | Labour       |                                           |
| Les données manquantes sont à compléter. |          |                 |              |                                           |

### Circonscriptions électorales
Blackpool est couverte par deux circonscriptions électorales : celle de Blackpool North and Fleetwood (en), représentée par la travailliste Lorraine Beavers, ainsi que celle de Blackpool South, représentée par le travailliste Chris Webb.

### Referendum sur le Brexit
Lors du référendum de 2016, Blackpool a voté à 67,5% pour la sortie du Royaume-Uni de l’Union Européenne, soit près de 16 points de plus que le résultat national. C’est le pourcentage le plus important pour un district du comté cérémonial du Lancashire et de la région du nord-ouest de l'Angleterre.

### Jumelages
Blackpool est jumelée avec :
- Bottrop (Allemagne), depuis 1980[27]

## Transports

### Réseau national et international

#### Réseau routier

Carte des autoroutes du Nord-Ouest de l’Angleterre

Blackpool possède un réseau autoroutier assez restreint, mais qui lui permet d’accéder par la suite aux autres régions d’Angleterre. À l’est, la M55 relie directement Blackpool à Preston, et cette même autoroute est reliée à la M6 qui permet d’aller au nord vers l’Écosse et sa capitale Glasgow en passant par Lancaster, et d’aller au sud vers Coventry, en traversant les villes de Warrington, Stoke-on-Trent et de Birmingham.

#### Réseau ferré

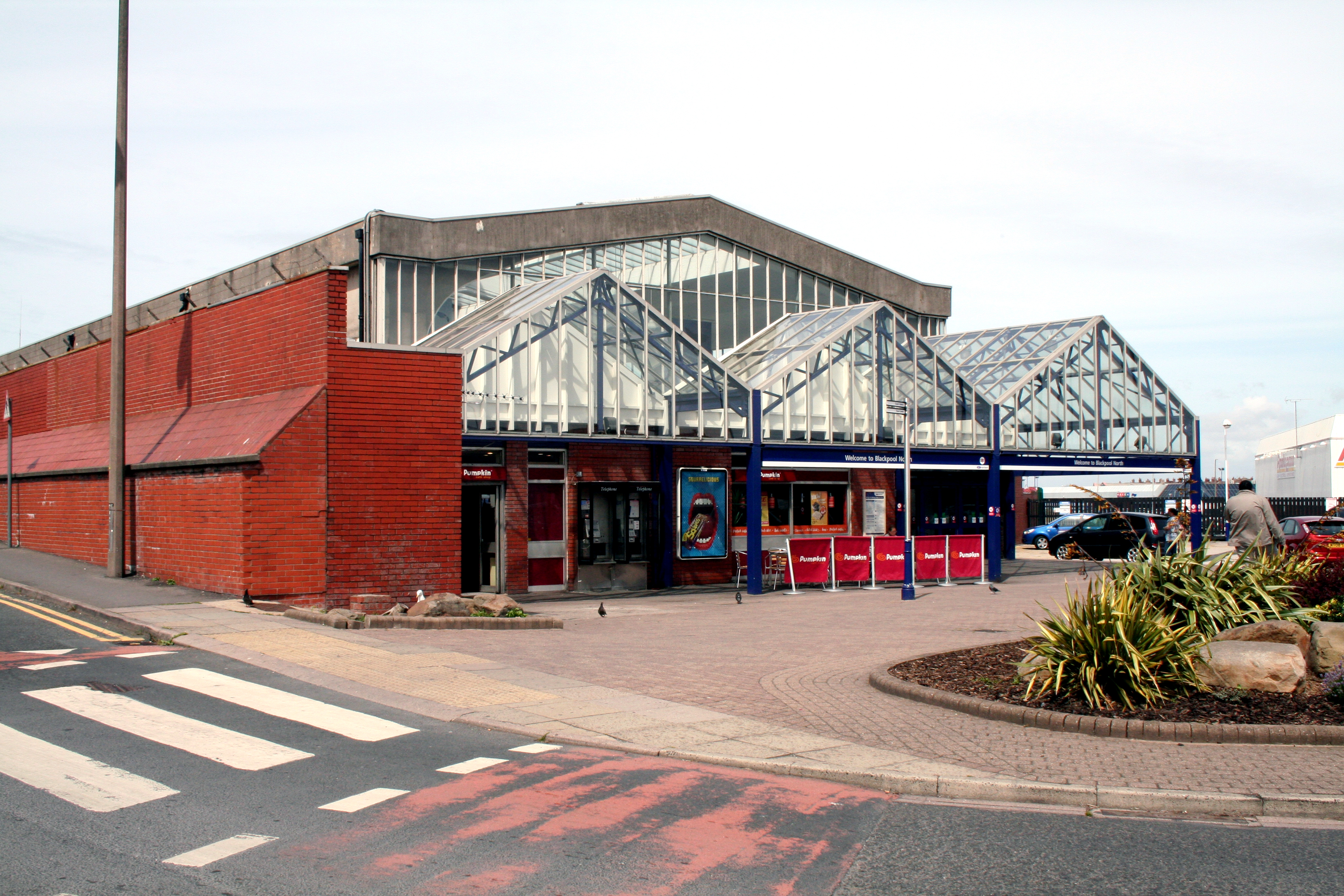
Entrée de la Gare de Blackpool North

La ville dispose de 5 gares sur l’ensemble de son territoire : Blackpool North, Blackpool Pleasure Beach, Blackpool South, Layton et Squires Gate. Blackpool est desservie par deux réseaux de chemin de fer différents. Le premier, l’Avanti West Coast, relie trois fois par jour la gare de Blackpool North à la gare d'Euston, et le trajet dure 3 heures. Le second, le Northern Trains, relie la gare de Blackpool North à la gare de Liverpool Lime Street (une fois par heure, pour un trajet de 1 heure 20 minutes), à la gare de Manchester-Aéroport (deux fois par heure, pour un trajet de 1 heure 40 minutes) et à la gare d'York (une fois par heure, pour un trajet de 2 heures 40 minutes).

#### Aéroport

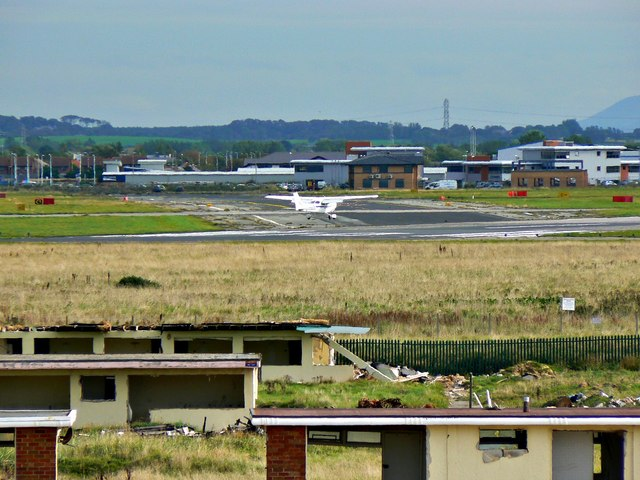
Atterrissage à l’aéroport de Blackpool

L’aéroport de Blackpool (code AITA : BLK, code OACI : EGNH) est situé au sud de la ville, dans la localité de Lytham St Annes. Il est détenu depuis 2017 par le conseil de la ville. Jusqu’en 2014, l’aéroport accueillait des vols internationaux vers l’Irlande, l’Île de Man et l’Espagne, avec un transit annuel de 223 998 passagers. Depuis, il accueille des vols privés, des cours de pilotage, de l’aviation d'affaires, pour un trafic bien moindre.

### Transports publics

#### Tramway

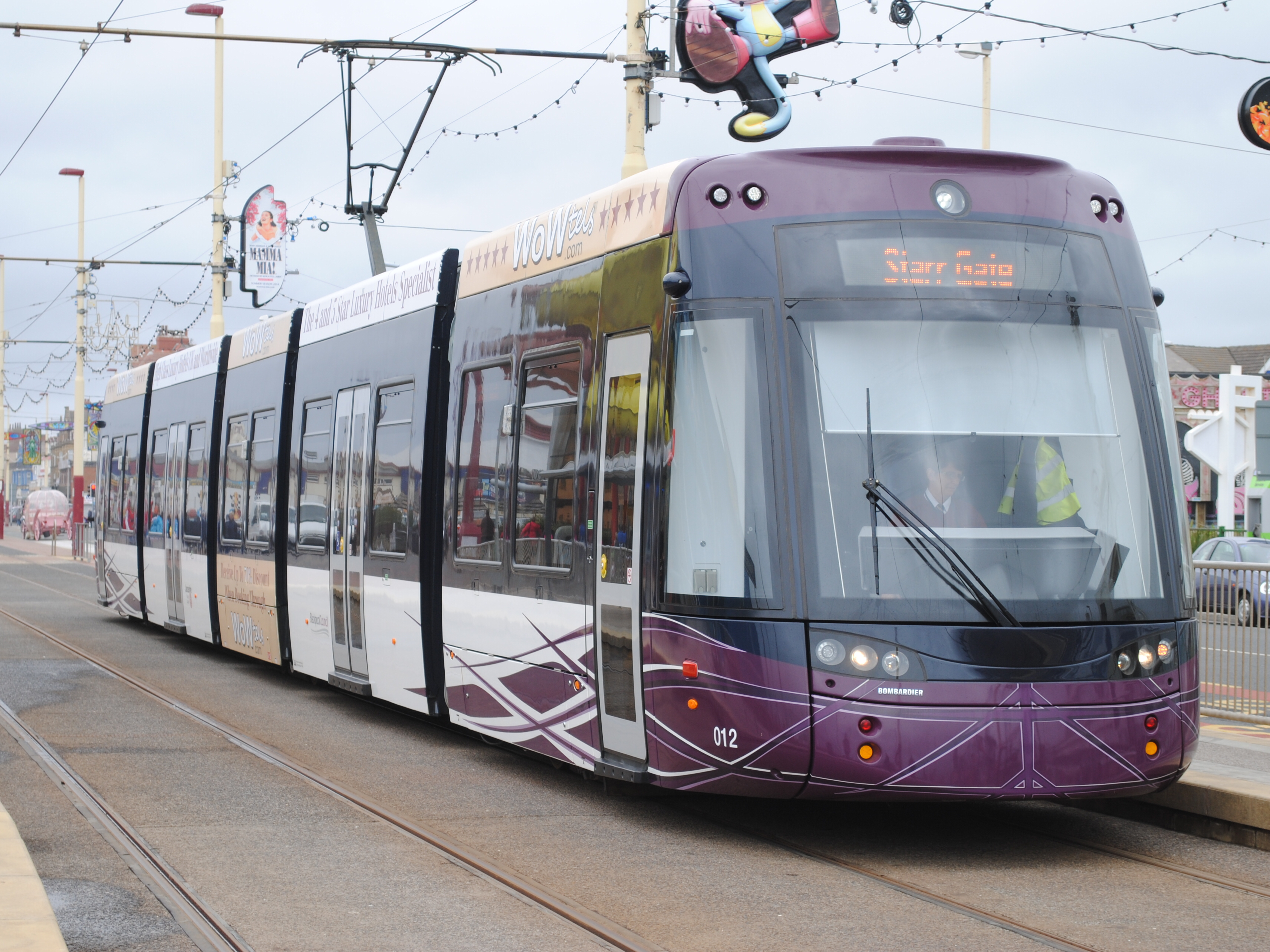
Rame Flexity 2 circulant à Blackpool

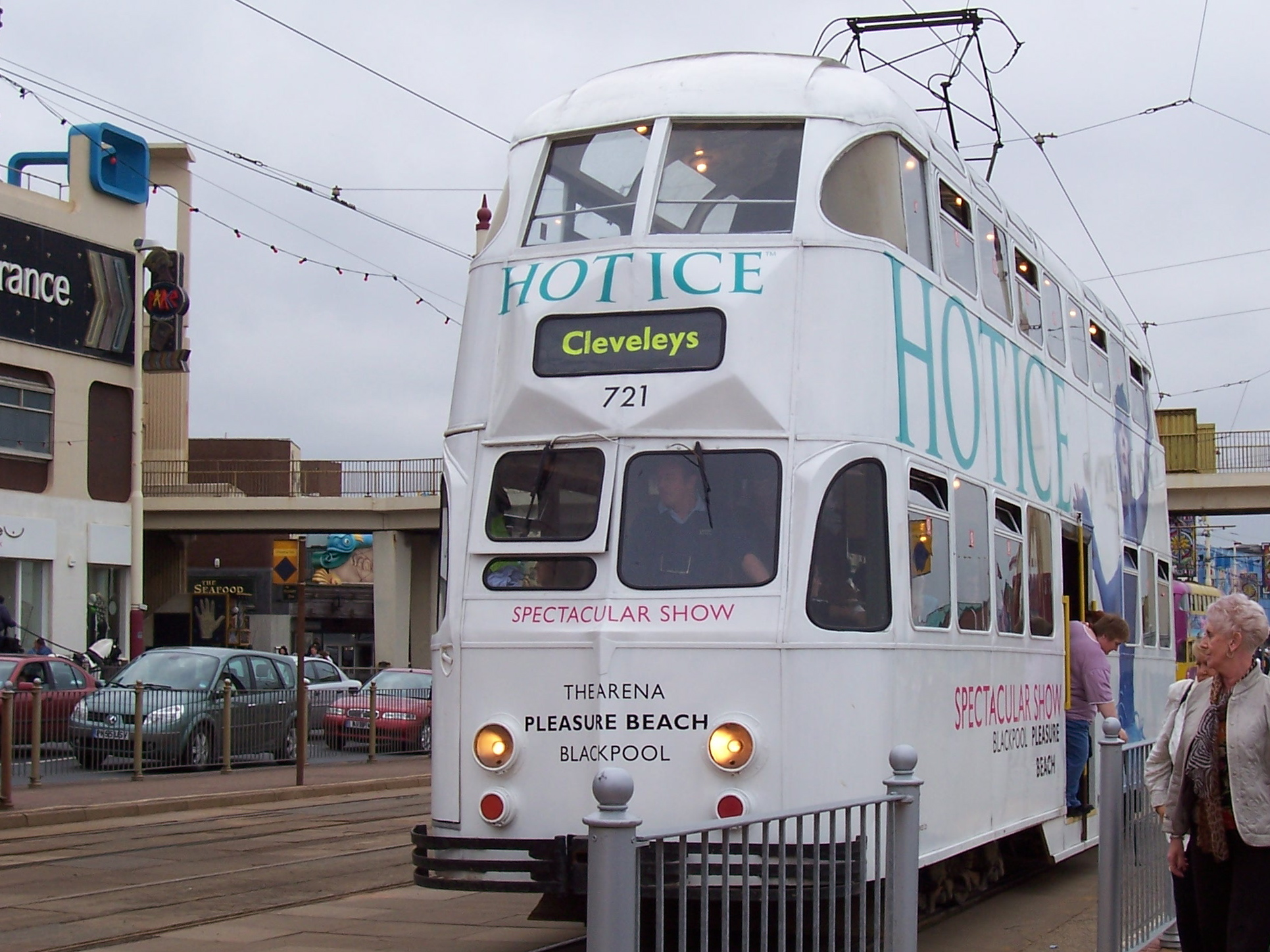
Un Balloon Cars en direction de l’arrêt Cleveleys

Blackpool dispose d’un réseau de tramway depuis 1885, et ce dernier est réparti en trois lignes depuis 2024, la première reliant la station Starr Gate à la station Fleetwood Ferry, la seconde reliant la station Starr Gate à la station North Station, et la troisième reliant la station Fleetwood Ferry à la station North Station. Le réseau est composé de 40 stations, et parcourt 18 kilomètres à travers la ville.
Entre mars 2023 et mars 2024, le tramway de Blackpool a été fréquenté par 4,7 millions de passagers, ce qui représente une baisse de 4,1% par rapport à l’exercice précédent, tandis que les revenus liés à l’exploitation du tramway représentaient 8,1 millions de livres. De plus, un service dit «Heritage», utilisant des trams historiques et non-modifiés, était proposé lors de certains jours de la semaine, pendant les vacances et les jours fériés, mais a été suspendu provisoirement pour 2025 à la suite de problèmes d’exploitation.

#### Bus

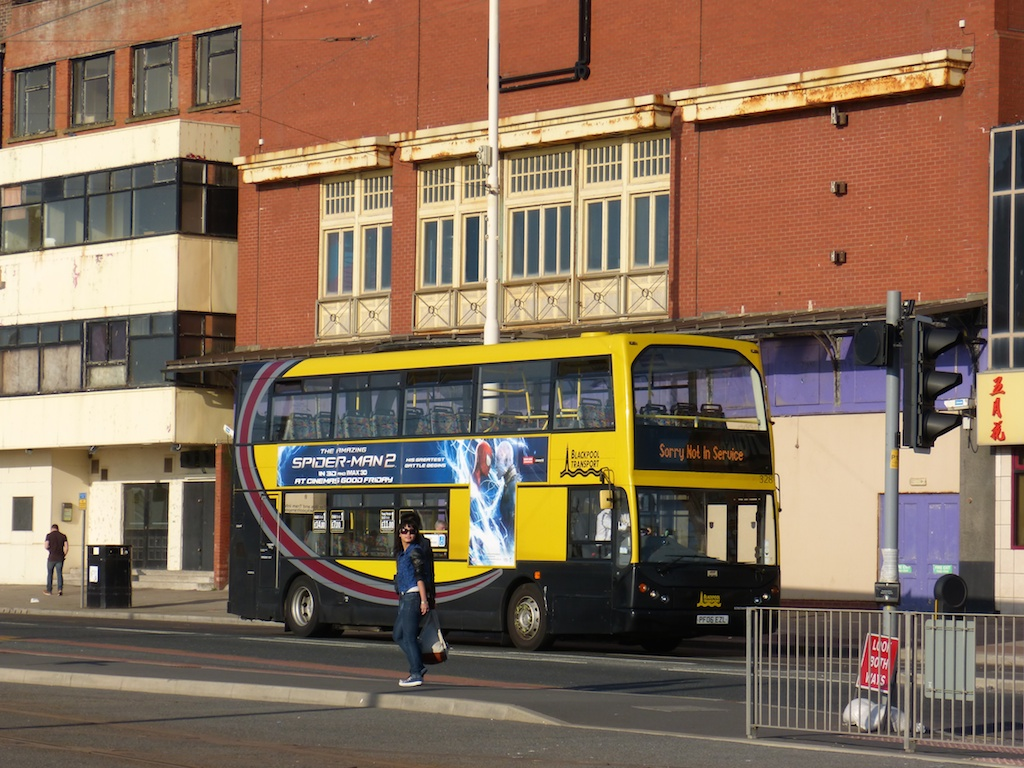
Bus à double étage traversant Blackpool

La ville de Blackpool est également dotée d’un réseau de bus local, exploité par la société Blackpool Transport, qui opère 18 lignes. Les différentes lignes desservent principalement les localités de Fleetwood, de Lytham St Annes, de Poulton-le-Fylde depuis le centre de la ville, ainsi que le Zoo de Blackpool et l’hôpital Victoria de Blackpool.

## Culture

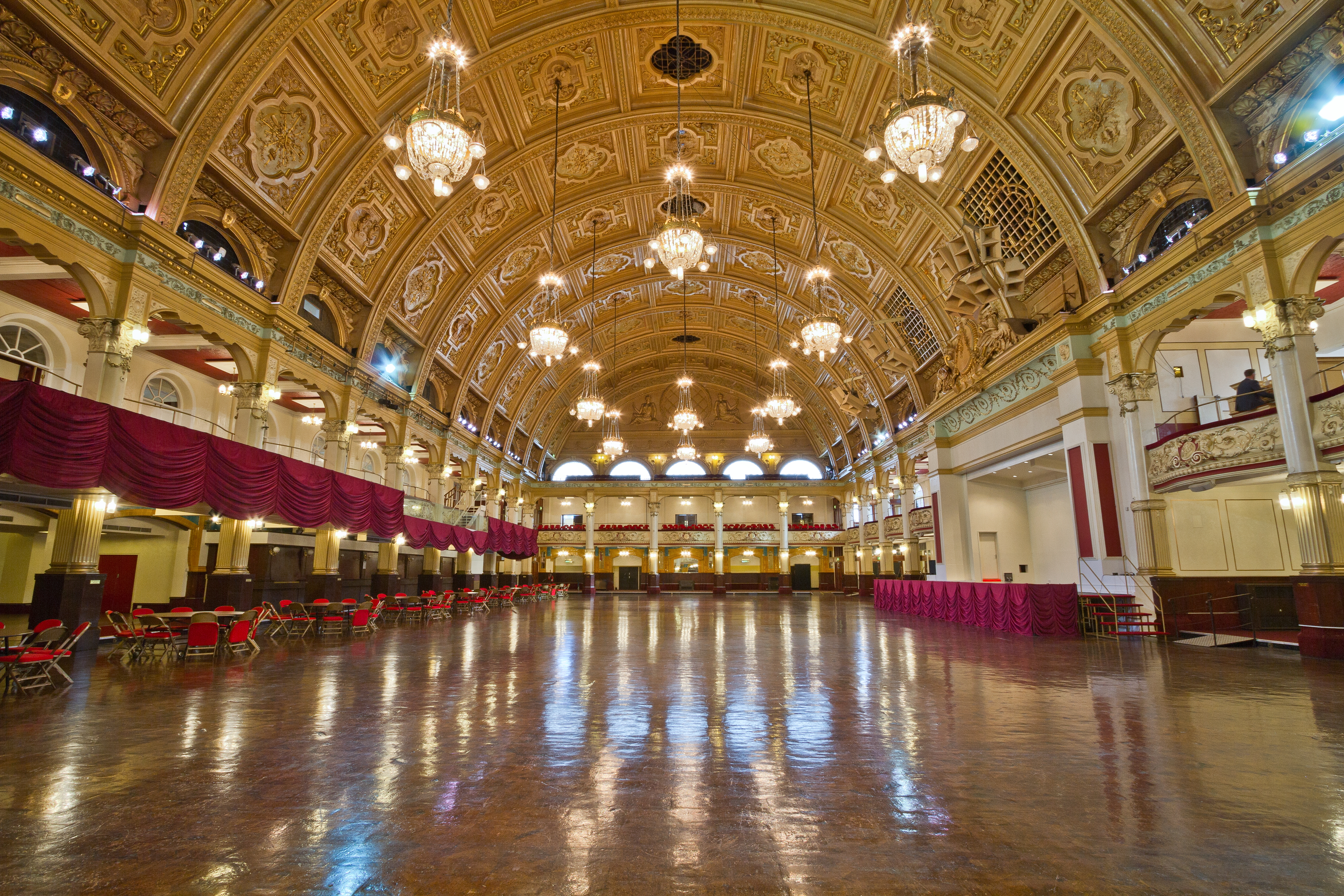
L’Empress Ballroom, salle de bal à Blackpool

### Danse
L’histoire de Blackpool est étroitement liée à la danse depuis plus de 150 ans. L’un des premiers lieux où l’on pouvait danser était en plein air sur les jetées, ce qui a amené l’ouverture des premières salles de bal de la ville. En 1894, la première salle de bal ouvre au sein de la tour de Blackpool, suivi la même année par l’Empress Ballroom au sein du complexe de Winter Gardens.
La ville accueille chaque année depuis 1920 le Blackpool Dance Festival, un concours de danse de salon international majeur qui se tient dans l’Empress Ballroom.

### Musique

#### Punk
La ville accueille chaque année le Rebellion Festival, un festival consacré à la musique punk, depuis 1996.

#### Concerts
Le groupe britannique de rock The Rolling Stones s’est produit en concert à Blackpool le 24 juillet 1964. Néanmoins, le concert a très vite tourné au cauchemar lorsqu’une émeute a démarré au sein du public, forçant le groupe à partir de la scène. Le coût de cette émeute était de 4 000 livres sterling, soit aujourd’hui près de 40 000 livres, avec la destruction de plusieurs chandeliers et d’instruments de la salle. Le groupe sera ensuite banni de la ville pour une durée de 44 ans, jusqu’en 2008.
Blackpool fut le lieu du concert des White Stripes Under Blackpool Lights les 27 et 28 janvier 2004, et qui a été enregistré pour sortir en format DVD.

### Médias
Le journal papier qui couvre la ville de Blackpool et ses alentours est la Blackpool Gazette, créée en 1873 et publié tous les jours sauf le dimanche. En 2023, elle se vendait à 2 555 exemplaires par parution. Il existe également un quotidien papier couvrant le comté du Lancashire, le Lancashire Post, qui lui se vend à 2 843 exemplaires par parution entre janvier et juin 2024.
La principale radio locale à Blackpool et ses alentours est Central Radio North West, qui diffuse les informations locales, propose des débats et diffuse de la musique. Elle est aussi couverte par BBC Radio Lancashire, la station locale du département BBC Radio. La chaîne régionale de télévision à Blackpool est ITV Granada, qui est une filiale du groupe ITV.

### Films et séries tournées à Blackpool
- 1995 : Les Drôles de Blackpool (film)
- 1996 : Shall We Dance? (film)
- 2004 : Blackpool (série télévisée), avec David Morrissey, Sarah Parish et David Tennant
- 2007 : Boy A avec Andrew Garfield (film)
- 2016 : Miss Peregrine et les Enfants Particuliers (film)
- 2021 : Ne t’éloigne pas (série)

## Sports

### Blackpool FC

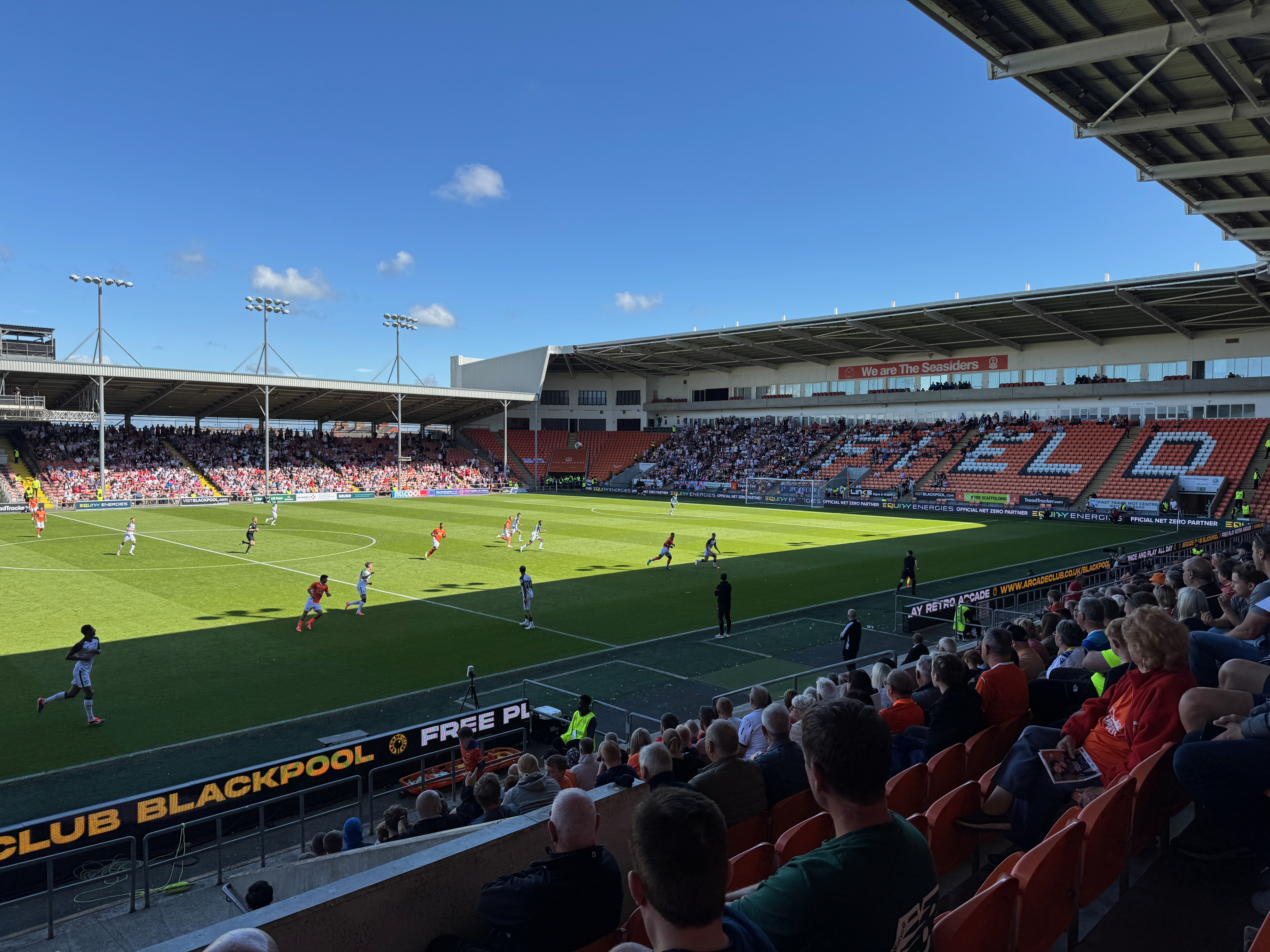
Bloomfield Road, l’antre du club de football de Blackpool

L’unique club professionnel de football dans la ville est le Blackpool Football Club, fondé en 1887, et qui évolue actuellement League One, la troisième division de l’échelle professionnelle anglaise. Il a évolué pendant 31 saisons au sein du Championnat d'Angleterre de football, plus haute division du pays. L’unique trophée majeur que le club a remporté dans son histoire est la Coupe d'Angleterre de football 1952-1953, dont la finale est plus communément nommée The Matthews Final, en hommage à Stanley Matthews, légende du club et premier récipiendaire du ballon d'or en 1956.

### Autres sports
Dans le milieu des années 2010, la ville est également associée au rugby à XIII. En effet, chaque année entre 2015 et 2019, le Summer Bash y est organisé : l'événement consiste à faire jouer sur le même terrain (Bloomfield Road) toute une journée du Championship, le championnat de rugby à XIII de deuxième division.
L’événement est télévisé, et il donne lieu à une affluence importante. Ainsi en 2019, 15 070 spectateurs assistent à l'évènement, soit 3 250 de plus que l'année précédente.

## Personnalités liées à la ville
- Chris Lowe, claviériste des Pet Shop Boys.
- Jenna Coleman, actrice ayant notamment joué dans Emmerdale et Doctor Who.
- David Atherton, chef d'orchestre.
- Robert Smith, chanteur guitariste compositeur du groupe The Cure, né à Blackpool en 1959.
- Andy Summers, ex guitariste du groupe The Police, né à Blackpool en 1942.
- Jethro Tull, groupe de rock progressif.
- Jonas Armstrong, acteur connu pour son rôle de Robin des bois dans la série Robin Hood.
- David Thewlis, acteur né en 1963, célèbre pour son rôle de Remus Lupin dans Harry Potter.
- William Regal, catcheur à la AEW[51].
- Nick McCarthy, guitariste, claviériste dans le groupe écossais Franz Ferdinand.
- Graham Nash, musicien.
- Tom Gregory, auteur-compositeur-interprète anglais.